# Ékszerbülbül
Az ékszerbülbül (Pycnonotus penicillatus) a madarak osztályának verébalakúak (Passeriformes) rendjébe és a bülbülfélék (Pycnonotidae) családjába tartozó faj.
A magyar név forrással nincs megerősítve.

## Rendszerezése
A fajt Edward Blyth angol zoológus írta le 1851-ben.

## Előfordulása
Srí Lanka területén honos. Természetes élőhelyei a szubtrópusi és trópusi síkvidéki és hegyi esőerdők, cserjések, valamint szántóföldek és vidéki kertek. Állandó, nem vonuló faj.

## Megjelenése
Testhossza 20 centiméter, testtömege 36–37 gramm. Olajbarna színű a háti és sárgás a hasi része. A feje teteje szürke, sárga füle van és egy sárga folt van a szem felett. A torka fehér és egy fehér tincset visel a szeme előtt.
|  |

## Életmódja
Gyümölcsökkel táplálkozik.

## Szaporodása
Bokrok közé készíti a fészkét. Fészekalja általában 2 tojásból áll.

## Természetvédelmi helyzete
Az elterjedési területe nagyon kicsi, egyedszáma pedig csökken. A Természetvédelmi Világszövetség Vörös listáján mérsékelten fenyegetett fajként szerepel.